# Ага Шахід Алі
Ага Шахід Алі (4 лютого 1949, Нью-Делі, Індія — 8 грудня 2001, Емгерсті, США) — американський поет афганського походження. Фіналіст Національної книжкової премії (2001).

## Із життєпису
Син пакистанського педагога Аги Ашрафа Алі, вихідця з відомої та освіченої родини із Срінагару. Виріс у Кашмірі, закінчив університет у Делі. Згодом закінчив ще два університети США — у Пенсільванії та Аризоні. У пенсильванському університеті здобув, крім ступеня магістра, ступінь доктора філософії. У 1987 році почав викладацьку діяльність у Гамільтон-коледжі Нью-Йорка, згодом працював в Массачусетському університеті в Емгерсті.
Почав публікувати твори на початку 1970 років, широке визнання отримав 1987 року, після видання «A Walk Through the Yellow Pages». На його вірші мали вплив твори пакистанського поета Фаїз Ахмад Фаїза, на якого Ага Шахід Алі посилався у власній творчости, а збірку «The Rebel's Silhouette» переклав у 1992 році.
Його твори перекладено на українську Зоєю Бідило, В. Тимчук та іншими.
Помер 8 грудня 2001 року в Емгерсті, штат Массачусетс, від раку мозку.

## Твори
Збірки поезій:
- Bone-Sculpture (1972)
- In Memory of Begum Akhtar and Other Poems (1979)
- The Half-Inch Himalayas (1987)
- A Walk Through the Yellow Pages (1987)
- A Nostalgist's Map of America (1991)
- The Beloved Witness: Selected Poems (1992)
- The Country Without a Post Office (1997)
- Rooms Are Never Finished (2001)
- Call Me Ishmael Tonight: A Book of Ghazals (посмертне, 2003)

Критичні праці:
- T.S. Eliot as Editor (1986)[4].